# Пам'ятник Олександру III (Лівадія)
44°28′10″ пн. ш. 34°08′39″ сх. д. / 44.469504° пн. ш. 34.144255° сх. д.

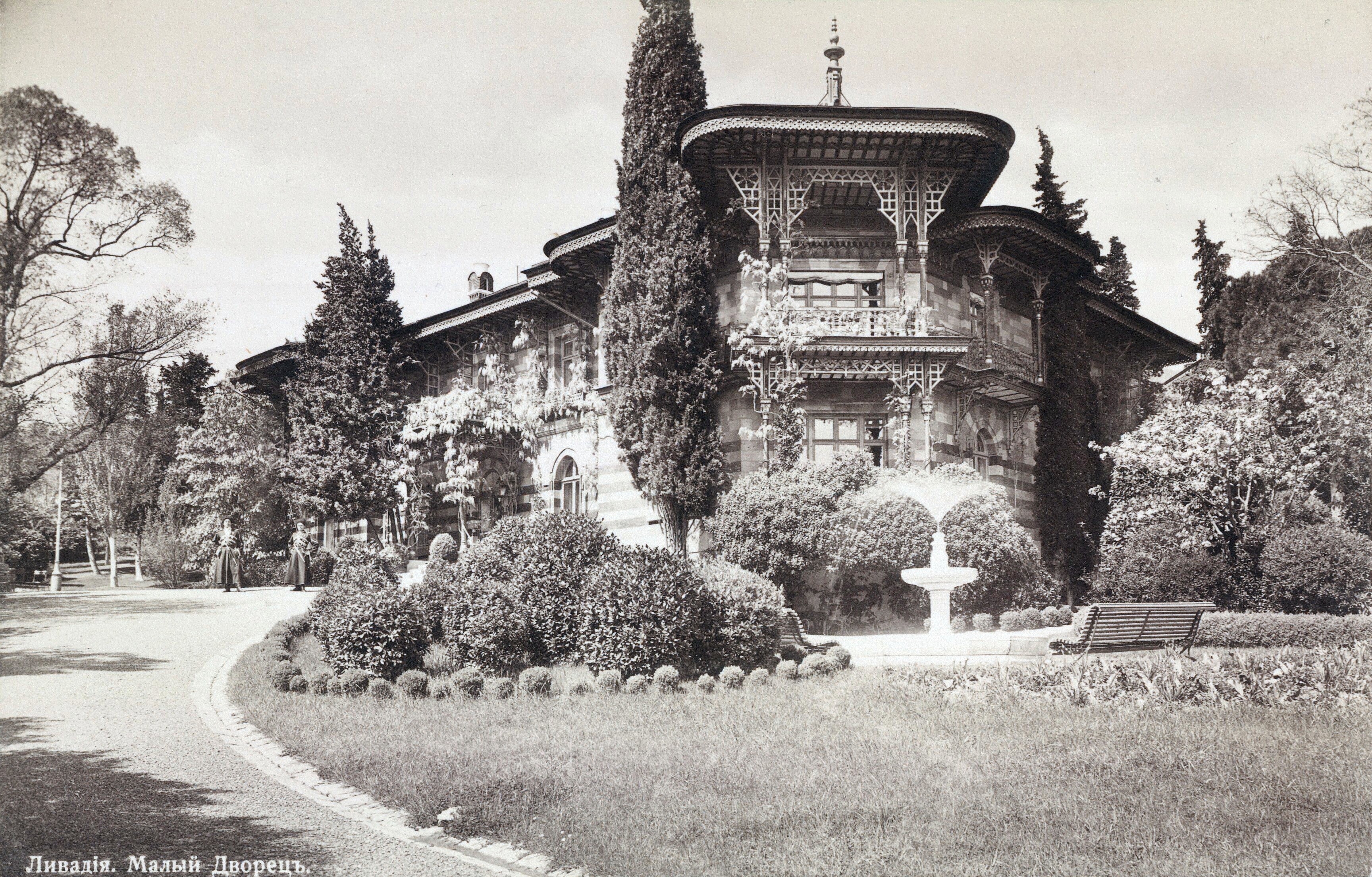
Малий Лівадійський палац

Пам'ятник імператору Олександру III (рос. Памятник императору всероссийскому Александру III) був побудований в Лівадії в 2017 році скульптором Андрієм Миколайовичем Ковальчуком. Пам'ятник стоїть на місці Малого Лівадійського палацу, який був улюбленим місцем відпочинку Олександра III, у якому цар і помер у 1894 році. Палац був зруйнований під час війни у 1942 році.
Масивна бронзова скульптура висотою майже 4 метри зображує царя, який сидить на пеньку, спершись на шашку. Скульптура стоїть на мармуровій основі, на якій написаний найвідоміший вислів Олександра III: «У России есть только два союзника — её армия и флот» (В Росії два союзники — її армія і флот). За скульптурою розташований рельєф із зображенням Третьяковської галереї, Храму Христа Спасителя, Мосіна-Наганта, Літака Можайського та з іншими мотивами. Рельєф увінчує скульптура двоголового орла.
Відкриття пам'ятника відбулося 18 листопада 2017 року в присутності президента Російської Федерації Володимира Путіна.
Біля пам'ятника також стоять пам'ятники Сталіну, Рузвельту і Черчіллю.